# Hồ bơi tử thần
Hồ bơi tử thần (tên gốc tiếng Thái: The Pool นรก 6 เมตร) là một bộ phim điện ảnh Thái Lan năm 2018 do Ping Lumpraploeng đạo diễn, với sự tham gia của Theeradej Wongpuapan và Ratnamon Ratchiratham.

## Nội dung
Câu chuyện bắt đầu từ một ngày đẹp trời, khi Day đang tận hưởng những giây phút thoải mái trong một hồ bơi ở chốn ít người. Mọi chuyện dần trở nên mất kiểm soát khi anh đột nhiên phát hiện ra hồ bơi đang bị rút cạn nước và Koy - bạn gái của anh đồng thời bất cẩn bị trượt chân ngã xuống hồ. Ngay lập tức chiếc hồ bơi biến thành một hố sâu 6 mét mà cặp đôi này phải tìm cách thoát ra dưới áp lực thời gian, sức khỏe và không lương thực. Chưa đủ "nhọ", tình hình trở nên nguy hiểm hơn khi sau đó họ phải đối mặt với sự xuất hiện đầy bất ngờ một nhân vật thứ ba – một con cá sấu!
Không thang, không nước, không lối thoát, Day và Koy làm cách nào để sống sót và sinh tồn dưới hồ bơi cùng một con "quái vật ăn thịt người"?

## Diễn viên
- Theeradej Wongpuapan vai Day
- Ratnamon Ratchiratham vai Koy
- Kongkiat Khomsiri
- Avajareen
- Sutheerat Channukul
- Khuensit Suwanwatthaki
- Phoranee Srithan
- Ekasit Meepraseartsagool
- Pratriparn Chantho
- Wanlaya Wongsrikaew
- Thanpong Jitponyoyos
- Suphachok Taweechote
- Piya Suknoreekul
- Simaporn Aryindee
- Gonpiwat Metheewitud
- Sapahp Sunprakhon
- Achiraya Aunkhaw
- Pimchayanane Rakkatok
- Unnsukma Sakdarak
- Thitika Manosit
- Nattapat Ma-in
- Pitnipat Suksaran